# Podhorany (Kežmarok)
Podhorany (bis 1948 slowakisch „Maldur“; deutsch Maltern oder Mältern, ungarisch Maldur) ist eine Gemeinde im Norden der Slowakei mit 3029 Einwohnern (31. Dezember 2024). Sie gehört zum Okres Kežmarok, einem Teil des Prešovský kraj.

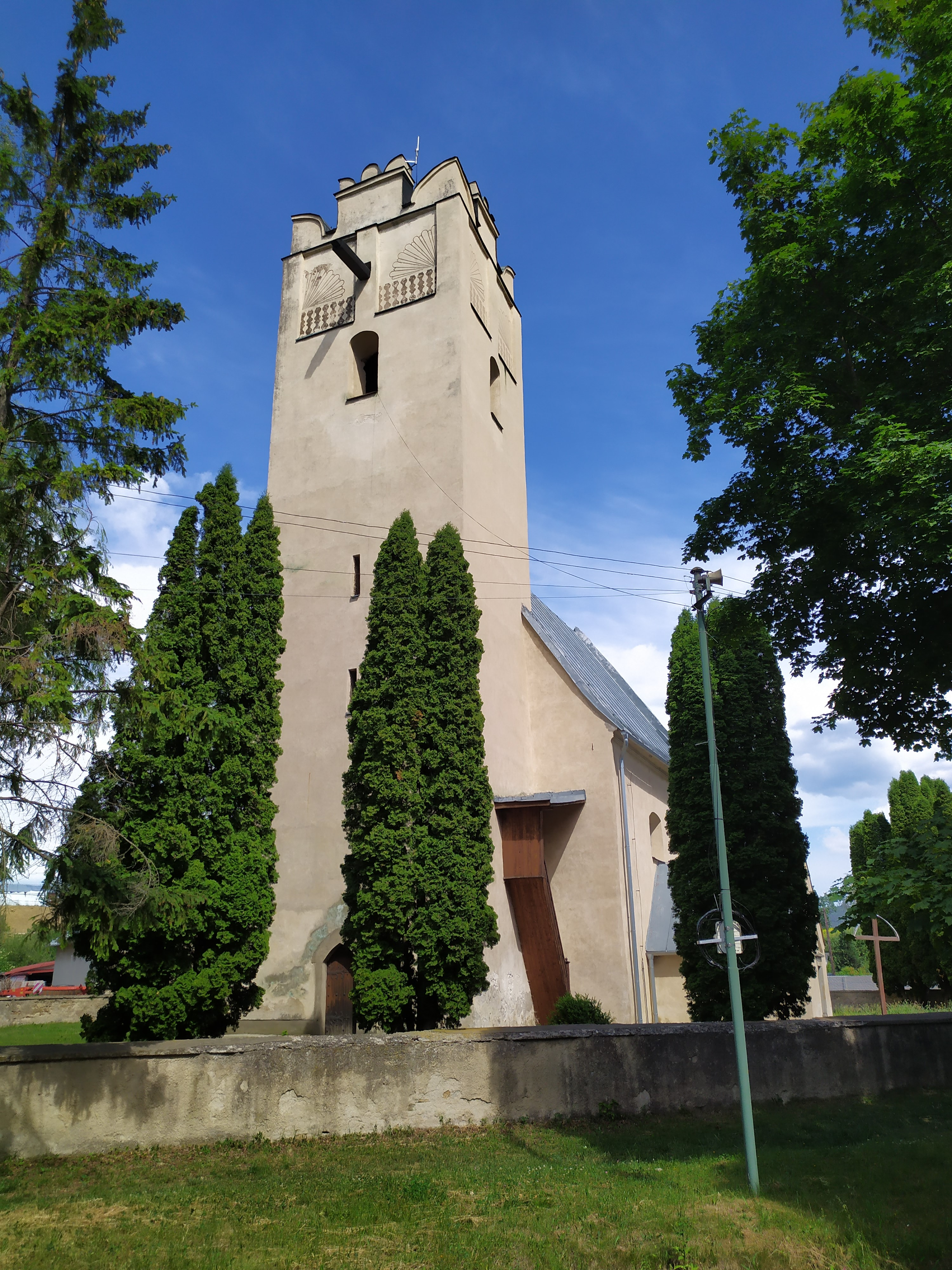
Martinskirche

## Geographie
Die Gemeinde befindet sich am Ostende des Beckens Popradská kotlina (Teil der größeren Podtatranská kotlina) am Bach Vojniansky potok am rechten Ufer des Poprad. Sie gehört zur traditionellen Landschaft Zips (slowakisch Spiš). Das Ortszentrum liegt auf einer Höhe von 598 m n.m. und ist 14 Kilometer von Kežmarok sowie 21 Kilometer von Stará Ľubovňa gelegen, abseits der Staatsstraße Spišská Belá–Stará Ľubovňa.

## Geschichte
Podhorany wurde zum ersten Mal 1297 schriftlich erwähnt und wurde vom Geschlecht Görgey gegründet, zu dessen Gut der Ort bis zum 18. Jahrhundert gehörte, als er zum Geschlecht Jekelfalussy kam. Der Ort ist wie in Vergangenheit überwiegend von Landwirtschaft geprägt. 1828 sind 121 Häuser und 878 Einwohner verzeichnet.
Bis 1945 war Maltern ein deutschsprachiges Dorf. Nach dem Ende des Zweiten Weltkriegs wurden die deutschen Einwohner vertrieben und es kamen Slowaken aus der Nordslowakei hierher. Neuerdings sind in den Ort große Wellen von Roma eingewandert (siehe Abschnitt Bevölkerung). Der auf den deutschen Ortsnamen zurückgehende Ortsname Maldur wurde 1948 durch einen slawischen Ortsnamen (pod horu = „am Fuße der Berge“) ersetzt.

## Bevölkerung
| Jahr                | 1994 | 2004     | 2014     | 2024     |
| ------------------- | ---- | -------- | -------- | -------- |
| Anzahl der Personen | 1011 | 1578     | 2621     | 3029     |
| Unterschied         |      | +56,08 % | +66,09 % | +15,56 % |

| Jahr                | 2023 | 2024    |
| ------------------- | ---- | ------- |
| Anzahl der Personen | 2937 | 3029    |
| Unterschied         |      | +3,13 % |

Ergebnisse nach der Volkszählung 2001 (1417 Einwohner):
| Nach Ethnie: - 54,48 % Roma & Sinti - 41,21 % Slowaken - 2,12 % Ukrainer - 0,21 % Russinen | Nach Religion: - 92,80 % römisch-katholisch - 2,12 % keine Angabe - 1,98 % orthodox - 1,13 % konfessionslos - 0,92 % evangelisch |

## Sehenswürdigkeiten
- römisch-katholische Kirche St. Martin von 1350, mit dem Renaissance-Turm
- evangelische Kirche von 1806